# Бутлеґ
Бутлеґ (англ. bootleg /ˈbu: tleg/ або бутлеґерство — (сленг) підпільна торгівля, контрабанда; в українській вимові наголос може падати на будь-який склад) — аудіозапис чи відеозапис, складений і розповсюджений без дозволу правовласників. Вираз походить від жаргонної назви підпільної торгівлі спиртними напоями у часи сухого закону в США у 1920-1930-ті роки.
Бутлеґ слід відрізняти від піратських копій — несанкціонованих копій легально випущеної продукції.
Часто бутлеґи є нелегальними виданнями, однак деякі музичні колективи дозволяють, наприклад, некомерційне розповсюдження своїх концертних записів або аматорських реміксів. Це призвело до того, що колекціонери легально обмінюються копіями таких бутлеґів поштою (спершу на аудіокасетах, потім на CD-R, DVD-R) і через Інтернет.
Одним з перших відомих бутлеґів вважається подвійний альбом 1969 року, відомий як «The Great White Wonder», на якому представлені фрагменти спільних студійних сесій Боба Ділана і групи The Band. Особистості його видавців приховані за іменами Ken і Dub. Популярність бутлеґа змусила лейбл Columbia Records в 1975 році офіційно видати цей запис під назвою «Basement Tapes» («Записи з підвалу»).

## Види бутлеґів
- Концертні записи. За способом створення запису розрізняють більш якісний запис з пульта мікшера («soundboard») і, найчастіше менш якісний, запис, зроблений у залі на один мікрофон за допомогою портативного записувального пристрою («audience»). У 1990-х роках, коли розповсюдилися і стали доступними портативні пристрої для звукозапису (міні-диск, DAT), які дозволяють зробити відносно якісний запис на невеликий (і непомітний) мікрофон, суттєво зросла кількість бутлеґів такого роду.
- Записи музичних радіопрограм або телепрограм.
- Студійні сесії і ауттейки (англ.  outtake) (пісні або версії пісень, які не потрапили на номерні видання).
- Неофіційні збірки матеріалу, який раніше видавався на альбомах (наприклад, серія «Архів популярної музики[ru]»[1]).
- Записи інших виконавців або проєктів, які видаються за альбом якогось виконавця. Можливі два варіанти:
  1. Сторонній альбом, представлений як альбом виконавця. Приклади — альбом «Tibet» проєкту Waterbone, представлений як новий реліз Deep Forest з назвою «Waterbone Tibet»; альбом голландського проєкту Erotic Dreams — «Temple of Love» (1998), в 2005 році випущений піратами як новий альбом проєкту Enigma — «Erotic Dreams». У таких випадках вихідний матеріал видається без всяких змін, пірати лише змінюють обкладинку і, в деяких випадках, назви треків. Буває, доходить до абсурду, як, наприклад, альбом шведської групи Tribal Ink[ru], виданий піратами як альбом Linkin Park — Erection. Піратський альбом Prodigy «Castbreeder» — насправді компіляція треків з різних альбомів колективів Junkie XL і Lunatic Calm[ru]. [джерело не вказане 2211 днів]
  2. «Новий альбом» компілюється з треків різних виконавців. Треки не тільки отримують нові назви (як, наприклад, у поширеному бутлеґу проєкту Era — «Infinity»), але й зазнають істотних змін: на них накладають сторонні семпли, їх розрізають, і зводять у єдиний твір частини різних композицій. Найвідоміший бутлеґ такого типу — альбом «Metamorphosis»[2], увів в оману сотні тисяч слухачів, які чекали на реліз четвертого альбому проєкту Enigma. Ще один відомий приклад — альбом Blackmore's Kingdom, який пірати видавали за новий альбом Blackmore's Night. Насправді диск містив всього три інструментальні композиції Річі Блекмора, всі інші треки були взяті з альбомів Ґреґа Джоя і Стіва Тільсона[3].